# روبرتو ليريتشي
روبرتو ليريتشي (بالإيطالية: Roberto Lerici)‏ (30 أبريل 1924 في ريفارولو ليغوري [الإنجليزية] - 4 مارس 2004 في أثينا، اليونان) كان لاعب كرة قدم محترف ومدربًا إيطاليًا.